# 广州地铁7号线
广州地铁7号线是广州地铁一条运营中的线路，全线均為地下線，大致呈西南─東北走向，目前线路连接佛山市顺德区的美的大道站至广州市黄埔区的燕山站，是广佛地区第三条开通运营的跨市地铁线路。车厢编制为6节B型编组列车。代表色為嫩綠色。

## 概要
7号线分为首期、首期西延段和二期。首期于2016年12月28日开通，长约18.6km，设9座车站；首期西延順德段于2022年5月1日开通，长约13.45km，设8座车站。二期于2023年12月28日开通，长约22.0km，设11座车站，而洪圣沙站则暂缓开通。
目前线路起始于广州市黃埔區內地鐵水西停車場旁邊的燕山站，大致沿東南方向行走，下穿盈翠公園後轉入香雪三路、開達路向南，再在开泰路口以北折向西下穿地塊後，進入科豐路繼續往南行進。隨後在豐樂立交北侧轉向东南，进入鎮東路、豐樂南路往南，再下穿珠江主航道，經洪聖沙島西部進入長洲島南部。再大致沿金洲北路、金洲南路向西南方向行走，随后進入番禺區內的广州大学城后向西南折向岛内中环路至中心南大街口的大学城南站，随后沿中环路向西至广东工业大学大学城校区折向南过珠江后航道，經過雅居樂北苑后转向西沿南大干线至汉溪大道东路口折向西南方向沿汉溪大道行进，经过番禺萬博商圈、漢溪長隆、钟村，随后緊貼二号线東側平行前進至石壁站和广州南站，随后大致往西南方向行走，经过大洲村后後跨过陈村涌进入佛山市顺德區，下穿广珠西线及广明高速後大致轉向南沿陳村大道行走；隨後線路通過南涌大橋東側，轉入105國道，通過林頭大橋南側後轉入林上北路向西北方向行走，最後轉向東北方向進入益豐路抵達終點站美的大道站。
本綫在2號綫大洲停車場附近设大洲车辆段；另外设两处停车场，分别为美的大道站後的益豐停車場，以及姬堂站以东的姬堂停車場。7号线控制中心设在大石，与3号线合用；供电方面则利用益丰停车场内的变电站，以及利用3号线金山主变电站、4号线兴业主变电站以及5号线鱼珠主变电站对7号线供电。
7號綫是廣州首條使用國產化信号系统（鐵科院MTC-I CBTC）的軌道交通路綫，由广州地铁集团和中国铁道科学研究院联合研制。

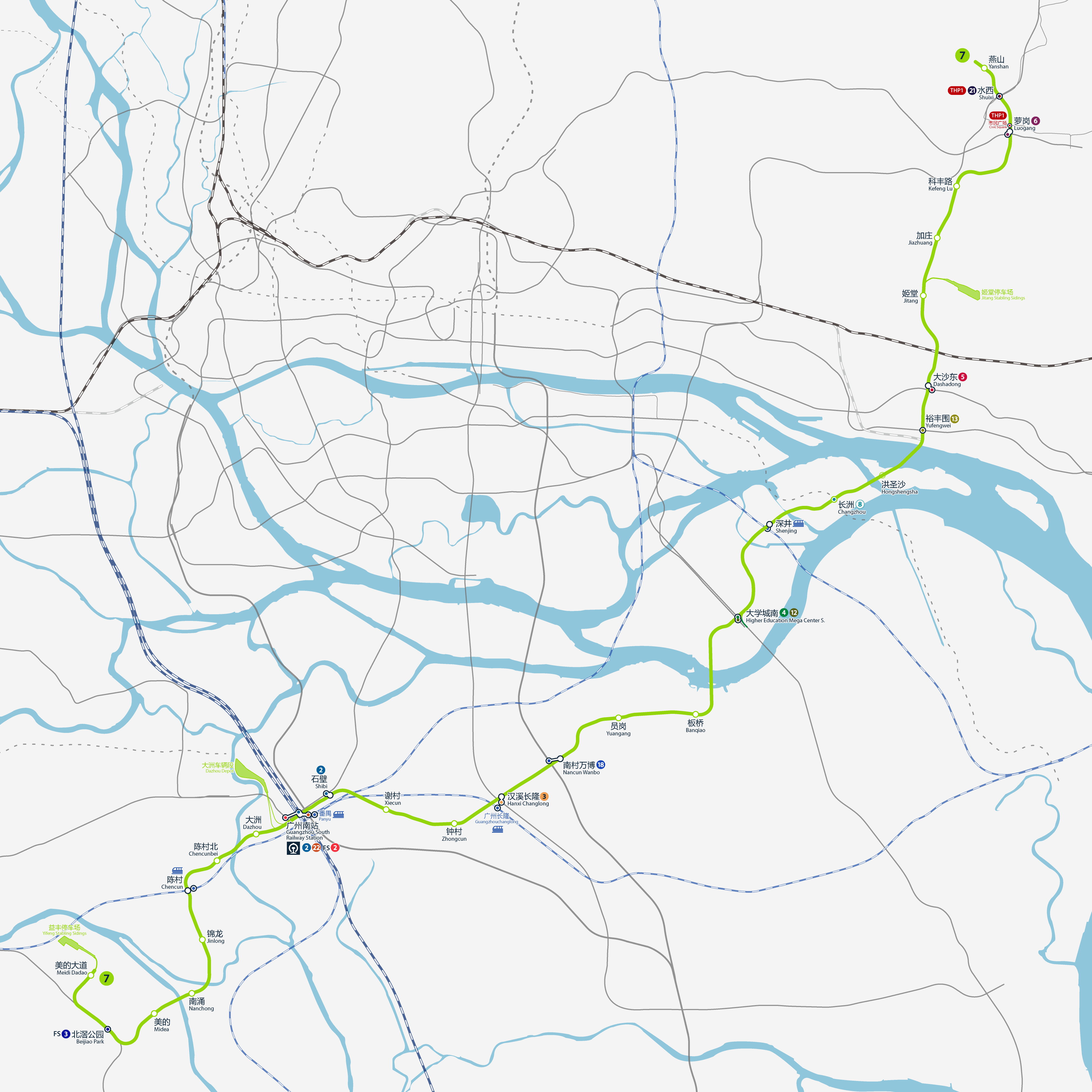
7號線線路圖，按真實走向比例繪畫

## 历史

### 规划

#### 首期／二期工程
20世纪90年代，当时的广州市政府计划将番禺撤市建区，由于有反对声音，当局承诺以后将广州地铁3号线通往番禺，并且重点发展番禺作为条件。2000年，番禺正式撤市设区，番禺进入新的发展阶段。撤市设区后，广州市政府亦落实广州大学城和广州新火车站落户番禺，因应发展需要，这条首期全线在番禺区境内的地铁线路亦应运而生。
在广州市轨道交通规划2002年的备选方案中，出現了現有七號綫首期工程段的雛型，当时该线的名称为芳村-番禺-黄埔线，从西朗开始，经由番禺区的南浦岛、大石、新造、化龙之后，到达东端终点站开发区。随后在2003年方案中，大石以东的走向改经由沙溪、大学城、长洲岛之后进入黄埔，同时二期走向基本与现时一致，但未初步定型。
随后在2003年的局部修改方案中，本站西端起訖站改于当时落实兴建的广州新客站（现广州南站）。官堂站（现员岗站）以东的走向改由与现在基本一致以外，当初的线路走向是经由塘步西、大石、香江野生动物园一带，并在大石站规划与现在的3号线进行换乘。
2004年1月6日，七号线两端起訖站之一的南亭站（现大学城南站）动工；随后于同年的12月30日，另一端起訖站——广州新客站随着铁路站动工而开始建设。两个车站分别为现在与4号线和2号线的换乘车站，加上大石站换乘3号线，方便乘客换乘三条线路前往广州市区以及市桥、南沙等地。三个车站均在建设时给7号线作出了相应的预留。

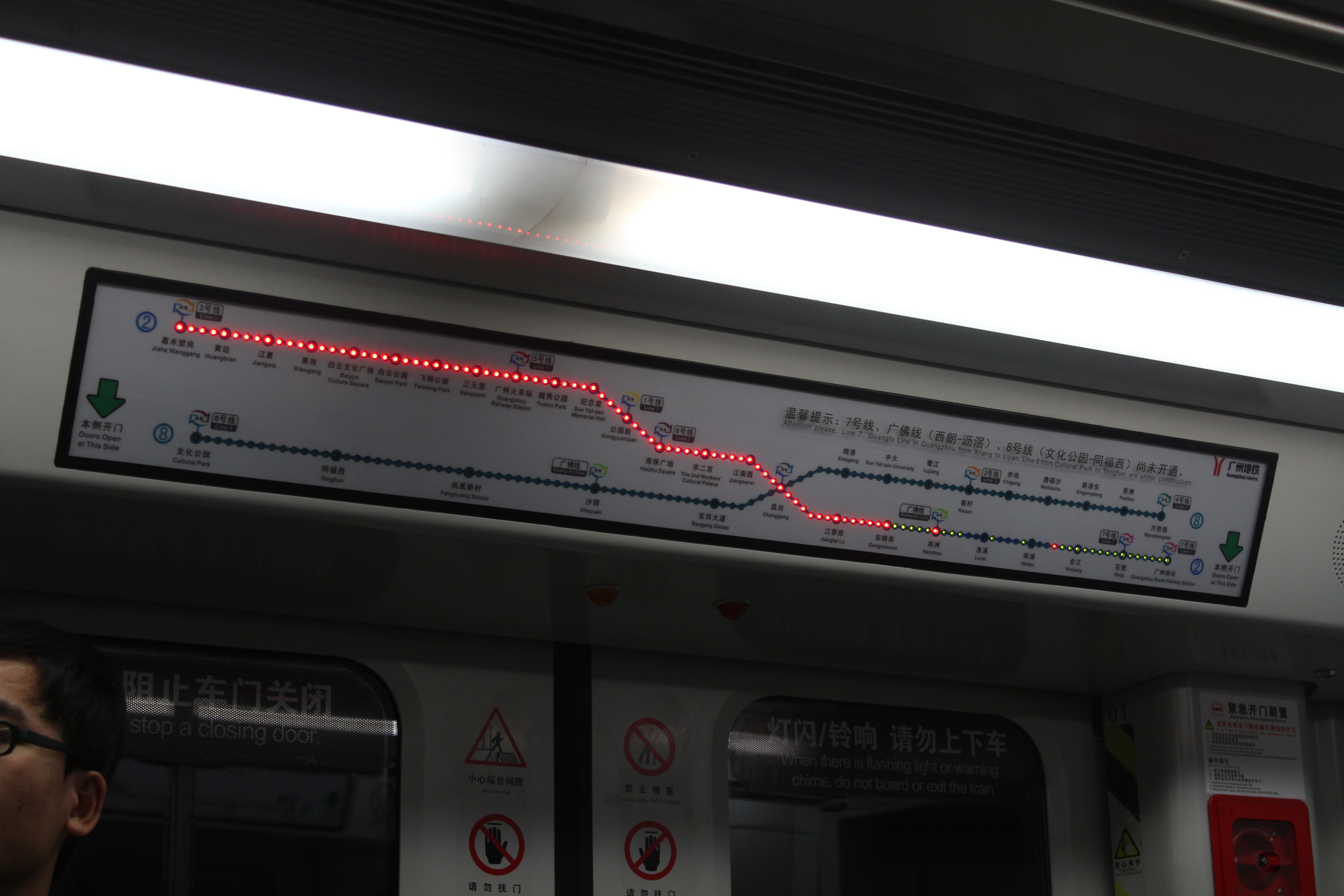
2号线A4型列车上在亚运会前设置的的闪灯线路图，可见石壁站与广州南站同时设为换乘车站。

後來2003年方案局部修改，本线與4號線的換乘站一度改為新造站，并在新造站开始向东延伸至化龙，最后过江到达黄埔区设终点大沙东站，并与当时落实兴建的5号线交汇，意味着本线将跨过番禺区范围，形成一條廣州市區外圍近郊的切向線。另外与3号线的换乘站改为汉溪长隆站，并将官堂站以西走向改由现在沿汉溪大道的走向；亦曾一度取消了與2號線換乘的石壁站，另設石壁東站。後來於2010年規劃當中，7號線確定改回在其预留换乘车站大学城南站與4號線交匯，以及重新設置石壁站為與2號線的另一個換乘站，本线首期工程线路亦基本定型。同时大学城南－大沙东一段的二期工程，亦改经由长洲岛然后过江。
7號線原計劃使用4節編組L型列車進行營運，但後來由於僅使用3節編組B型列車的3號線和4節編組L型列車的6號線過於擁擠，意味着「小編組高密度」模式無法滿足骨幹線路的需要，故地鐵公司其後把7號線改為使用6節編組B型列車。因此在7号线建设之时，扩建了广州南站和大学城南站的7号线月台预留结构。
2012年，首期工程獲得國家發改委批覆立項。
2015年，因應原黃埔區和蘿崗區合併為新的黃埔區，二期線路規劃亦從大沙東站繼續往北大幅延長至蘿崗站，與當時仍然在建的6号线二期交匯。7號線二期因此也直接串連起原黃埔和蘿崗兩地的中心區域，解決东部片区南北走廊的交通需求。2016年，二期線路再次北延至水西站，與在建的21号线交匯；其後確定規劃再度延長至水西北站（現燕山站），作為21號線水西停車場上蓋物業的配套。鉴于线路两端均加长，但设计时速仅80公里，当局规划二期走向时尽可能避免了小转弯半径，以便列车尽可能在最高时速运行。
2016年11月，7號綫二期规划已通过专家评估。2017年第一季，二期工程獲國家發改委批覆立項。2018年1月，廣州市發改委正式批覆二期工程可行性研究報告，同年11月19日正式開工建設。
7号线二期工程的停车场选址发生过数次变化。2018年，根據广州市环保局公布广州市轨道交通七号线二期工程环境评估報告，停車場選址由飛鳳山更改為科林路以南、科丰路以西的地块，即是上堂停车场，2020年黄埔区政府向广州市政府提出变更停车场选址的诉求。在2021年6月，选址最终确定为豐樂北路東側、石化北路南側并取消物业上盖。
此外，7号线二期大沙东至姬堂区间经过规划的广珠澳高铁黄埔站选址。坊间曾建议7号线在该处加站，但黄埔站的规划在该区间盾构隧道贯通后仍未稳定，故地铁方面认为7号线已不具备增设车站条件。

#### 西延至佛山顺德
在7号线首期的规划中，本线位于广州南站的一端起訖站曾一度改为临近廣佛邊界的韦涌站（现称为大洲站）。
广州南站正式启用后，受到廣佛同城化的影響，以及佛山地鐵線網規劃改動，顺德区政府提议将规划中的西延段从陈村再延至北滘镇，广佛两市政府对此达成共识。顺德段曾规划三种走向方案，分别为现7号线顺德段走向至北滘公园站、经过锦龙站后经合成市场至北滘新城站和经过陈村弼教村后抵达高村站。方案中均可与佛山地铁3号线进行换乘，最后佛山方面选定第一种方案。2016年，工程可行性报告批复中加入美的大道站，2017年计划增设陈村北站。之后在修编会议中，西延段局部修改，同意调整益丰停车场和大洲站选址，增设陈村北站。
2015年2月，西延顺德段项目正式启动；同年10月8日，项目建设方案调整获得国家发改委批复同意。项目於2016年6月23日正式動工。

### 建造

#### 首期工程
2013年4月1日，石壁站、钟村站、汉溪长隆站、鹤庄站（现南村万博站）动工，标志着七号线首期工程建设的正式开始。稍后在6月18日和12月18日，南村站（现板桥站）和谢村站亦开始动工建设。官堂站（現員崗站）最后于2014年11月28日动工。
2014年5月27日，广州南站连接大洲车辆段的入段线长达1,238米的盾构隧道贯通，成为七号线首期工程首个贯通的隧道。2015年1月13日，鹤庄站主体结构封顶，成为7号线首个封顶的车站。2015年1月5日，广州南站至石壁盾构区间左线贯通。同年1月18日和28日，板桥站和石壁站封顶。2015年3月，汉溪长隆至南村万博站开始进行区间挖掘，至此七号线全面进入区间盾构掘进的新阶段。2016年2月4日，钟村站主體結構封頂，標誌着七號線全線車站完成主體結構工程；随后于同年2月28日，汉溪长隆-鹤庄盾構隧道完工，標誌着七號綫全線隧道貫通；5月4日，七号线首批列車交付廣州地鐵；8月26日，七号线全线长轨顺利贯通。
2016年9月28日，一期全部車站及軌行區從建造事業總部將属地管理权、调度指挥权、设备操作维护使用权移交給運營事業總部，隨即於29日進入運營調試階段；11月20日，一期開始全線進行營運時刻表演練，不載客試運行。

#### 首期西延段工程

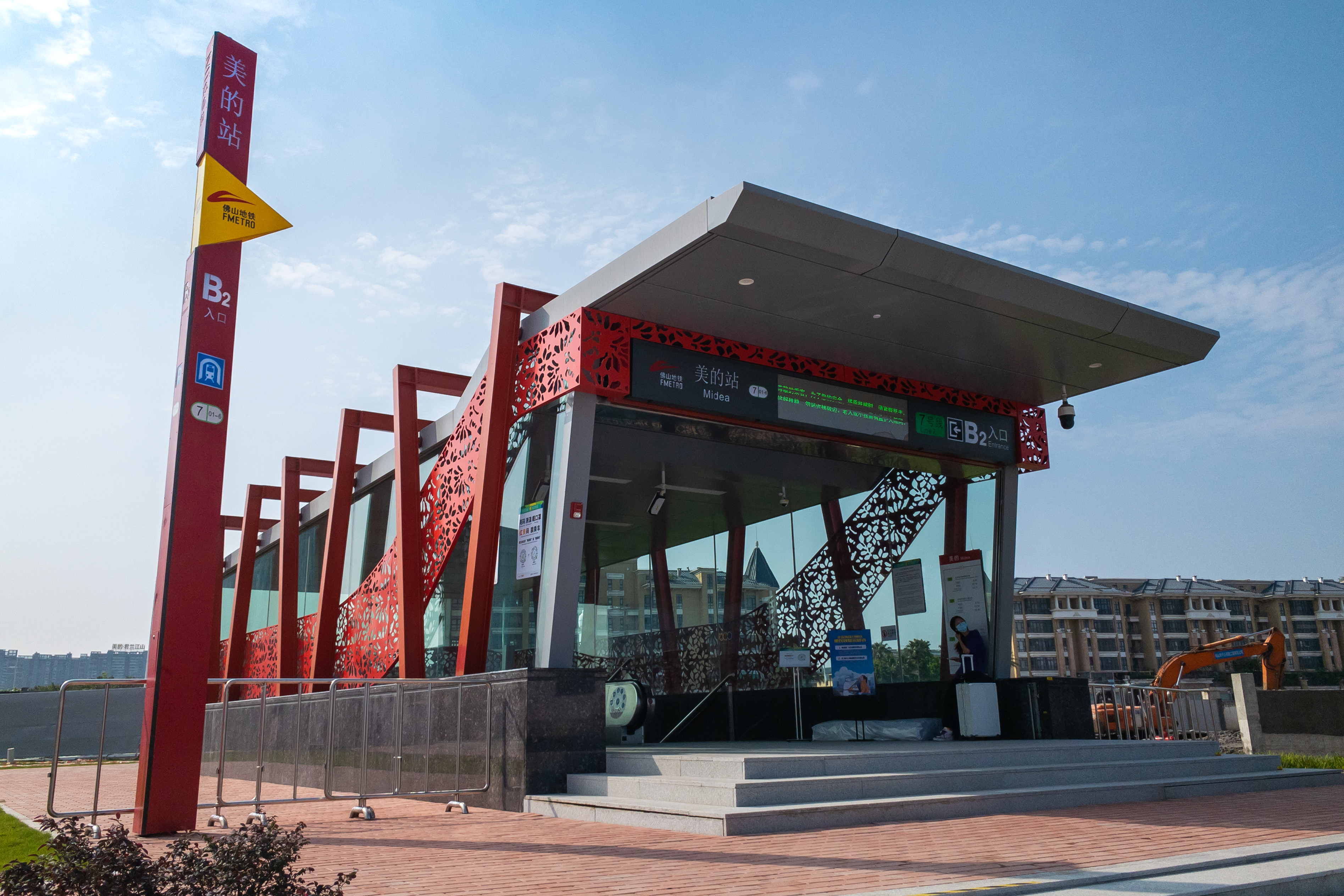
美的站B2口

2016年6月23日，陈村站作为首个建设工点正式動工，但全线尚未全面動工。
2019年3月，美的大道至北滘区间左线盾构始发。同年10月，林头站（现美的站）至南涌站区间右线盾构顺利始发，标志着西延段全线盾构已全部始发。2020年10月26日，全线8个盾构区间全部贯通。12月5日，林头铺轨基地举行轨道工程首铺仪式，宣告首期西延段工程正式开始进入铺轨阶段。2021年6月11日，首期西延段轨道全部贯通。7月9日，首期西延段全线实现“电通”，全线设备系统将陆续开始受电调试。8月30日，首期西延段轨行区的调度指挥权、属地管理权和设备使用权“三权”正式移交运营单位。
2021年11月16日起，首期西延段开始按时刻表进行不载客试运行。首期列车抵达广州南站并清客后将继续行驶进入西延段，至美的大道站折返，之后返回至广州南站开始载客。12月5日，首期西延段工程通过试运营前安全预评估，正对提出的整改意见进行整改。
7号线西延段在北滘公园站附近设有佛山地铁3号线隧道的联络通道。该通道在建设时使用冷冻法进行加固，因冷冻法施工过程中会产生冻胀，需采取措施减小，并对上方的7号线轨道进行调整，广州地铁集团董事长丁建隆于2021年12月27日接受采访时表示，需要对该段进行安全评估，在评估结果明确后方能决定具体开通时间。网传施工过程中出现超过80mm的冻胀，影响7号线的正常行车。该段联络通道后于2022年1月6日顺利贯通。
2021年12月27日，广州市发改委会同佛山市发改局批复首期西延段票价。2022年1月7日，首期西延段工程通过竣工验收。2022年1月24日，随着益丰停车场完成移交“三权”，首期西延段全部车站、轨行区和停车场均完成三权移交。
首期西延段原定于2021年开通，后因故推迟。佛山市轨道交通局于2022年3月底称因2019冠狀病毒病疫情影响，无法按计划召开安全评估会议，还需延后开通时间，直到2022年4月12日，7号线西延段通过初期运营前安全评估。

#### 二期工程

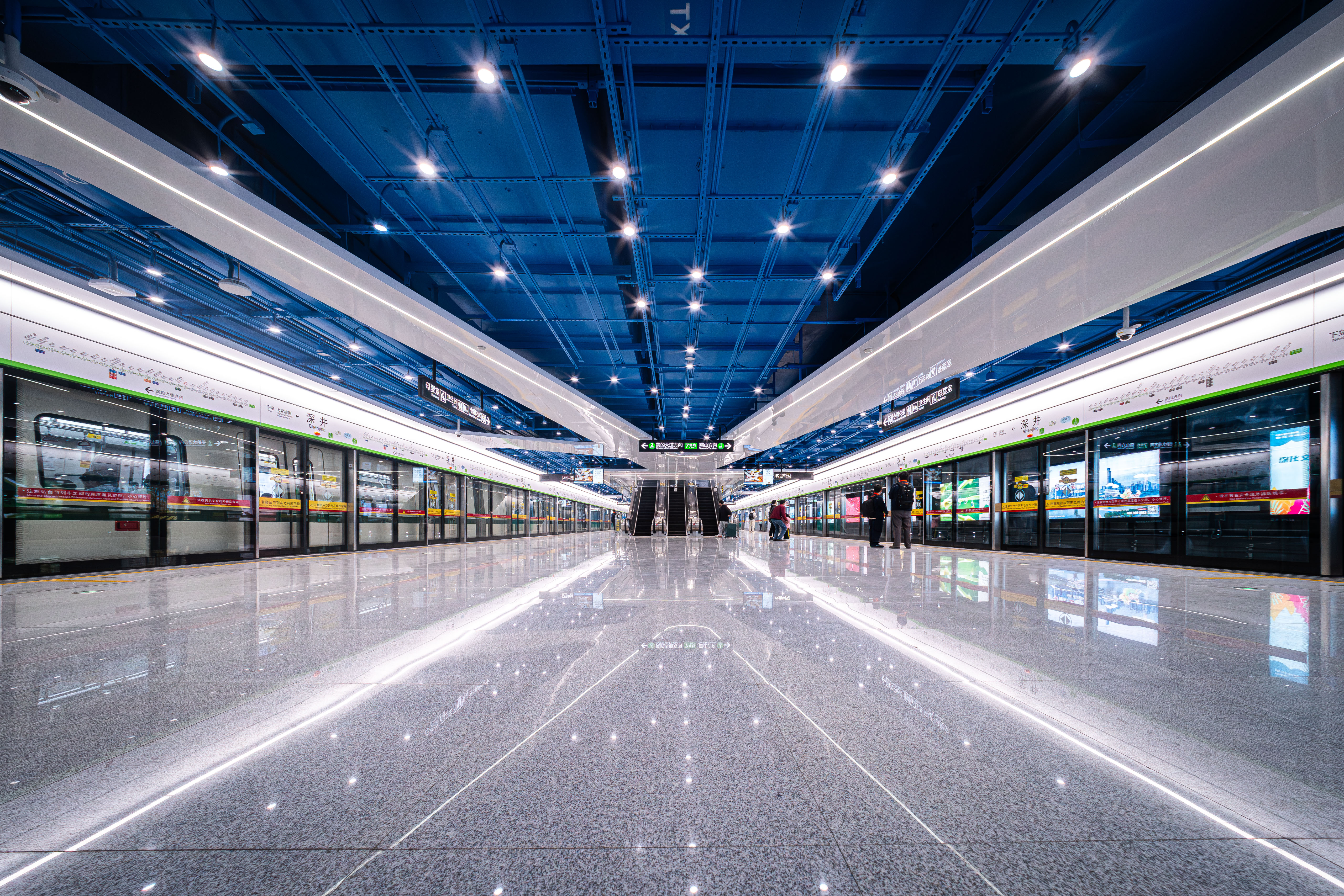
深井站站台

2018年11月，7号线二期第一個工點正式動工建設。2020年12月，大学城南至深井区间中间风井至大学城南区间右线隧道顺利贯通，为7号线二期首条贯通的隧道，土建工程累计完成25%。2021年5月，洪圣沙站主体结构顺利封顶，为7号线二期首个封顶的车站。2022年4月，姬堂停车场维修楼实现封顶。
2022年10月5日，7号线二期隧道全部贯通。2023年3月31日，7号线二期实现长轨通。同年7月底，二期完成全线热滑试验及將軌行區從建造事業總部將屬地管理權、調度指揮權、設備操作維護使用權移交給運營事業總部。同年10月31日，二期所有车站完成三权移交。

### 运营
2016年12月28日，广州地铁集团舉辦七號線首期開通見證會；同日中午12時，七號綫首期正式開通試營運。
2022年5月1日14時，首期西延段正式開通，当天上午在北滘公园站举行了开通仪式。
2023年12月28日上午，广州地铁在蘿崗站举办新线開通活动。同日中午12时，7号线二期正式开通运营。
七号线一期并非自动驾驶设计，随后建设的西延段及配套增购的B9型列车仅具备有人值守自动驾驶能力；而二期及相应增购的B12型列车已具备无人自动驾驶功能。2021年，广州地铁陆续启动一期信号系统自动化改造及西延段系统升级工程。2024年12月15日，7号线全线实现全自动运行，成为中国大陆首条不停运进行全自动改造并同步建设延伸段的线路。

## 车站
七号线共設有28個車站，当中有7个车站位于佛山市順德區。
另外，二期的洪聖沙站因不具备开通条件，列車现时不停站通過該站。
| 車站編號 | 站名及配色 | 站名及配色 | 里程（公里） | 里程（公里）                                 | 换乘路线                                                                                                  | 所在地       | 啟用時間       | 车站形式             |
| 車站編號 | 站名及配色 | 站名及配色 | 站间         | 累计                                         | 换乘路线                                                                                                  | 所在地       | 啟用時間       | 车站形式             |
| 7號線 | 7號線      | 7號線      | 7號線        | 7號線                                        | 7號線 | 7號線        | 7號線          | 7號線                |
| --- | ---------- | ---------- | ------------ | -------------------------------------------- | --- | ------------ | -------------- | -------------------- |
| 701-8 |            | 美的大道   | -            | 0.0                                          | | 佛山市顺德区 | 2022年5月1日   | 地下側式月台         |
| 701-7 |            | 北滘公园   | 2.3          | 2.3                                          | 佛山地铁：3号线 F313                                                                                      | 佛山市顺德区 | 2022年5月1日   | 地下三岛式站台[FSL3] |
| 701-6 |            | 美的       | 2.2          | 4.5                                          | | 佛山市顺德区 | 2022年5月1日   | 地下島式月台         |
| 701-5 | 南涌       | 1.3        | 5.8          |                                              | | 佛山市顺德区 | 2022年5月1日   | 地下島式月台         |
| 701-4 | 锦龙       | 2.0        | 7.8          |                                              | | 佛山市顺德区 | 2022年5月1日   | 地下島式月台         |
| 701-3 | 陈村       | 1.6        | 9.4          | 陈村站：广肇城际铁路                         | | 佛山市顺德区 | 2022年5月1日   | 地下島式月台         |
| 701-2 | 陳村北     | 1.5        | 10.9         | 佛山地铁：11号线                             | | 佛山市顺德区 | 2022年5月1日   | 地下島式月台         |
| 701-1 |            | 大洲       | 1.5          | 12.4                                         | | 番禺区       | 2022年5月1日   | 地下島式月台         |
| 701 |            | 广州南站   | 1.4          | 13.8                                         | 2号线 201、22号线 2203 佛山地铁：2号线 F227 广州南站 番禺站：广肇城际铁路、广惠城际铁路、广州东环城际铁路 | 番禺区       | 2016年12月28日 | 地下側式月台         |
| 702 |            | 石壁       | 1.1          | 14.9                                         | 2号线 202                                                                                                 | 番禺区       | 2016年12月28日 | 地下岛式月台         |
| 703 |            | 谢村       | 1.9          | 16.8                                         | | 番禺区       | 2016年12月28日 | 地下岛式月台         |
| 704 | 钟村       | 2.2        | 19.0         |                                              | | 番禺区       | 2016年12月28日 | 地下岛式月台         |
| 705 |            | 汉溪长隆   | 1.6          | 20.6                                         | 3号线 303 广州长隆站：广惠城際鐵路                                                                        | 番禺区       | 2016年12月28日 | 地下岛式月台         |
| 706 |            | 南村万博   | 2.1          | 22.7                                         | 18号线 1804                                                                                               | 番禺区       | 2016年12月28日 | 地下岛式月台         |
| 707 |            | 员岗       | 2.4          | 25.1                                         | | 番禺区       | 2016年12月28日 | 地下岛式月台         |
| 708 | 板桥       | 2.4        | 27.5         |                                              | | 番禺区       | 2016年12月28日 | 地下岛式月台         |
| 709 |            | 大学城南   | 3.8          | 31.3                                         | 4号线 418 、12号线 1225                                                                                   | 番禺区       | 2016年12月28日 | 地下岛式月台         |
| 710 |            | 深井       | 3.3          | 34.6                                         | 深井站：琶莲城际铁路                                                                                      | 黃埔区       | 2023年12月28日 | 地下岛式月台         |
| 711 |            | 长洲       | 2.3          | 36.9                                         | 8号线 | 黃埔区       | 2023年12月28日 | 地下岛式月台         |
| 712 |            | 洪聖沙     | 1.6          | 38.5                                         | | 黃埔区       | 有待确定       | 地下岛式月台         |
| 713 |            | 裕丰围     | 1.9          | 40.4                                         | 13号线 1302                                                                                               | 黃埔区       | 2023年12月28日 | 地下岛式月台         |
| 714 |            | 大沙東     | 1.5          | 41.9                                         | 5号线 523                                                                                                 | 黃埔区       | 2023年12月28日 | 地下岛式月台         |
| 715 |            | 姬堂       | 2.9          | 44.8                                         | | 黃埔区       | 2023年12月28日 | 地下岛式月台         |
| 716 |            | 加莊       | 1.7          | 46.5                                         | | 黃埔区       | 2023年12月28日 | 地下岛式月台         |
| 717 |            | 科丰路     | 1.9          | 48.4                                         | | 黃埔区       | 2023年12月28日 | 地下岛式月台         |
| 718 |            | 蘿崗       | 2.7          | 51.1                                         | 6号线 631 市民广场站：黄埔有轨1号线 THP104                                                                | 黃埔区       | 2023年12月28日 | 地下岛式月台         |
| 719 | 水西       | 1.3        | 52.4         | 21号线 2110 地铁水西站：黄埔有轨1号线 THP106 | | 黃埔区       | 2023年12月28日 | 地下岛式月台         |
| 720 |            | 燕山       | 1.0          | 53.4                                         | | 黃埔区       | 2023年12月28日 | 地下側式月台         |
| 註釋 |            |            |              |                                              | |              |                |                      |
| - 所有以斜体标识的线路和车站均未开通。 - 站间距数据来源：，未开通路段为设计方案数据，可能与实际数据存在误差。 - FSL3 7號線與佛山3號線共用，各线使用各岛式站台其中一侧。 |            |            |              |                                              | |              |                |                      |
| 论 编 |            |            |              |                                              | |              |                |                      |

### 換乘站
7号线现时有10個為换乘站，其中北滘公园站和广州南站均可换乘佛山地铁线路。
已投入使用

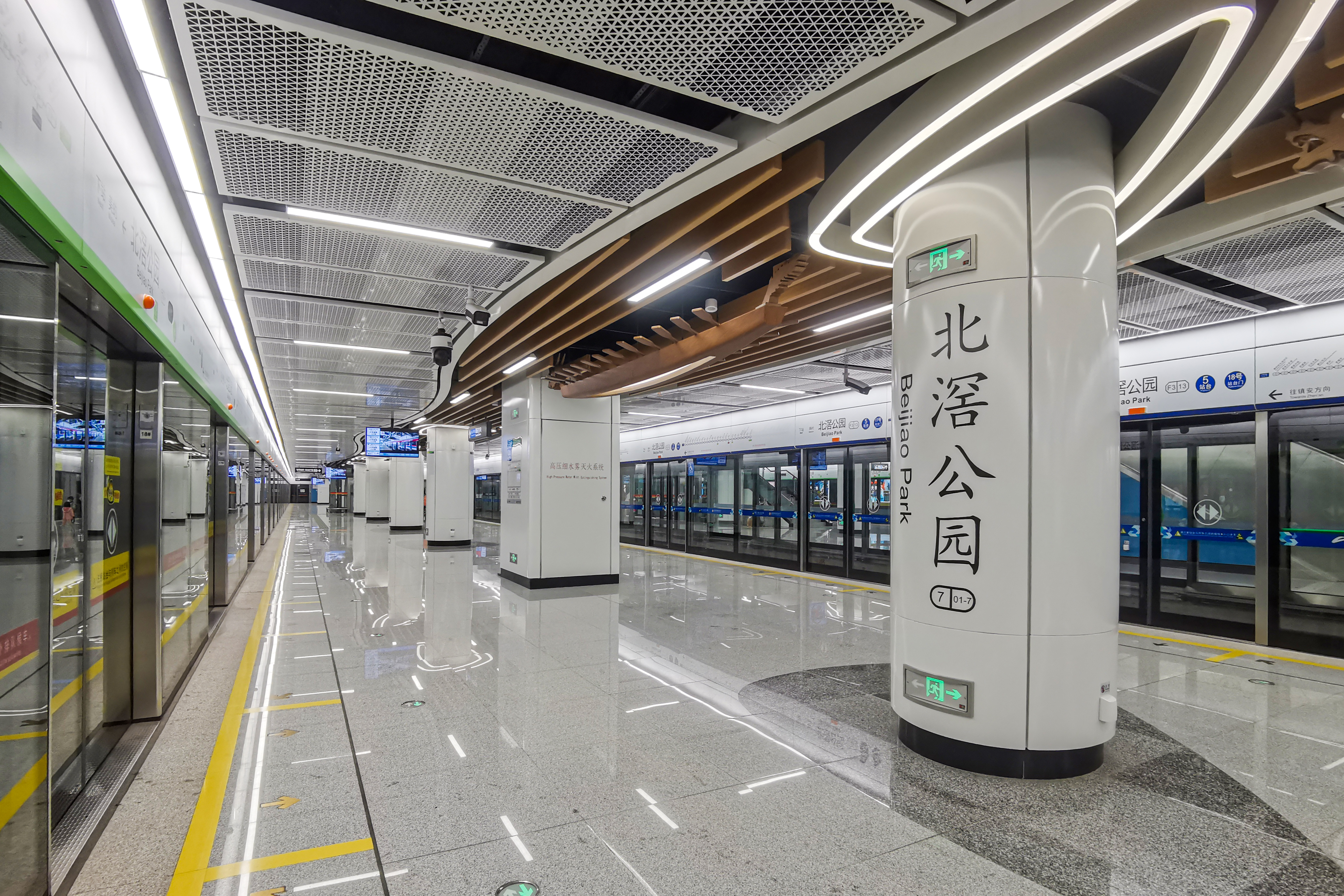
北滘公园站7号线与佛山3号线的同台换乘站台

- 水西站：换乘21号线。本站最初設計時並不是轉乘站，後來在21號線動工後被確定為轉乘站，才更改設計作出預留，為站台節點換乘及站廳換乘。
- 蘿崗站：换乘6号线。6号线建设时未作出预留，需经过站厅通道换乘。
- 大沙东站：换乘5号线。5号线建设时未作出预留，需经过站厅通道换乘。
- 裕豐圍站：换乘13号线。13號線建設時已預留換乘節點，可通过站台节点换乘，或者站厅换乘。
- 大学城南站：换乘4号线、12号线。4号线建造时已同步建设下层7号线的岛式站台，该站台在设计上同时亦承担了连接4号线两个方向的侧式站台之用，为十字型节点式换乘，惟預留結構僅可供4節編組L型車使用，現時7號綫使用6節編組B型車，預留結構已被擴建。换乘12号线则需通过西侧站廳換乘。
- 南村萬博站：换乘18号线。需经换乘通道进行换乘，乘客可通过各自两线站台的扶梯直接前往换乘通道，通道内设有自动人行道。
- 汉溪长隆站：换乘3号线。3号线建设时未作出预留，需经站厅之间的通道换乘。
- 石壁站：换乘2号线。2号线建设时未作出预留，且两线站台相距较远、站體错开及并不完全平行，需经站廳通道换乘。
- 广州南站：换乘2号线、22号线和佛山2号线。本站2号线和7号线兩線共用一岛两侧的月台佈置，但因為只有2號線始发站台和7号线美的大道方向站台位于岛式站台上，其餘兩個方向分別位於兩個側式月台上。因此只有7号线美的大道方向抵站乘客换乘2号线能够同台换乘，2号线抵站乘客如需换乘7号线，需通过站厅步行到另一个侧式站台。22号线則因建设期间未作出预留，其車站設於廣州南站東廣場，因此設通道連接既有2號線和7號線車站。佛山2号线車站則設置在廣州南站西廣場，同时設有通道連接既有2號線和7號線車站。
- 北滘公园站：换乘佛山3号线。兩線平行，7號線設計時已考慮佛山地鐵3號線接入，為三島四線同台換乘站。

未来換乘站
- 长洲站：换乘规划中的8号线东延段。建造时已预留T字型换乘节点，位于7号线站台中部，地下三层。
- 陈村北站：换乘佛山11號線。7号线设计時已作出相應預留，两线形成“T”型节点换乘。

规划中的换乘站
- 钟村站：计划换乘26号线。因建設期間未作出預留，換乘方式未知。
- 南村万博站：计划换乘佛山4号线。佛山地鐵4號綫廣州段為遠期線路，故未设置預留。
- 裕豐圍站：计划换乘25号线。7號線建設時已預留換乘節點，為T字型節點換乘。25號線在上，7號線在下，
- 姬堂站：计划换乘19号线。建造时已预留T字型换乘节点，位于7号线站台北端，地下三层。
- 加莊站：计划换乘23号线和29号线。兩線均為遠期線路，預留情況未知。

### 车站设计
为展现传统的岭南水乡文化，七号线大部分车站均采用蓝绿色系进行装修。
首期石壁、南村万博、大学城南3站站厅设置了巨幅文化墙，体现番禺区“鱼米之乡”的地域特点。
西延段选取陈村和北滘公园两站作为特色主题车站，展现陈村镇和北滘镇的文化特点，其中陈村站植入了国兰花卉和三字经的元素，而北滘公园站则大量应用了水、龙舟等元素进行装饰。此外，与广佛线和佛山2、3号线不同的是，七号线顺德境内车站的出入口雨棚采用从龙舟的原型提炼出的“顺舟明德”风格设计。
二期选取长洲站和裕丰围站作为特色主题车站，展现黄埔区的地域文化特色。邻近黄埔港的裕丰围站采用工业风的设计基调，还原港口的繁忙景象；长洲站则采用金黄色为主色调，展现长洲岛的文化底蕴。其余车站的墙面采用从上至下的蓝绿渐变色，而天花墙体及管线裸露部分以蓝色作为底色，配合侧墙之渐变色；天花至侧墙配有白色装饰铝板衬托，装饰铝板部分采用漏出天花的设计，使车站具有科技感。

## 行车安排
7號綫绝大部分列車往返燕山站及美的大道之間，单向全程运行时间约80分钟。高峰期间，部分燕山方向的列车会在深井或姬堂折返，部分美的大道方向的列车则会在锦龙或广州南站折返。早晚高峰過後及晚上收車前夕，部分需要返回大洲车辆段的列车会行走燕山→广州南站的单向短线，早高峰过后该线亦会开行大学城南至锦龙站的单向短线。7号线二期开通后，平时每晚22时45分从美的大道往燕山的尾班車開出之後，將開出往姬堂站的短线车至23时10分。
目前高峰期上线列车18列，约为行车间隔为5.5分钟，其他时间行車間隔约為8-10分钟。
线路开通后逢每年春运返程，以及“五一”等节假日假期疏散期间，在廣州南站双方向的常規尾班車開出之後，會於23:45和翌日00:45再開出兩班夜间专車，同时亦会适时将夜间专车服务时间延长至凌晨2点，供廣州南站夜間高鐵抵站乘客接駁進入番禺區南村、大学城、黄埔旧区以及顺德陈村、北滘中心区。廣州南站往姬堂只停靠汉溪长隆、员岗、大学城南、大沙东以及姬堂站；而往美的大道，只停靠锦龙与美的大道站。乘客抵站後均無法換乘至另一方向以及其它地鐵線路，只能出站轉乘其它交通工具。

## 使用列车

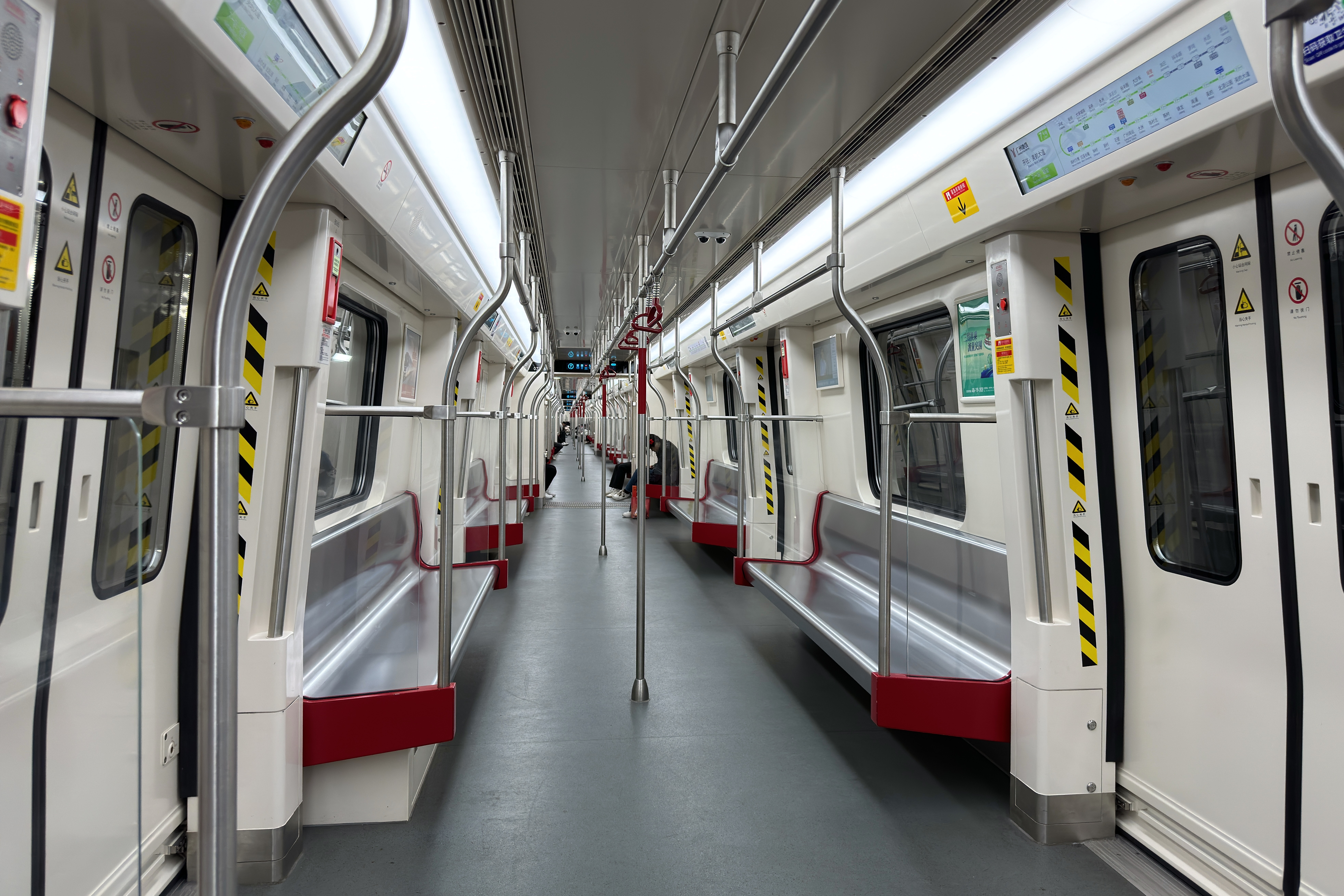
B9型列车内部

现时7号线有三种列车行走，分别为首期列車（B5型）、西延段列车（B9型）以及二期列車（B12型），共计55列。均为六节编组B型车辆，最高运行速度 80km/h。
B5型列车于7号线首通段开通之日起投入服务，除07x001-002编成由南车株洲电力机车公司生产外，其餘均由广州南车城市轨道装备公司生产；B9型列车由廣東順廣軌道交通有限公司獨資購買，中車青岛四方机车车辆轄下的佛山高明基地生產，于2022年1月10日投入服务。B12列车则于2023年12月12日晚间起投入服务，该批全数列车均在中車株洲電力機車有限公司屬下的广州中车轨道交通装备有限公司组装製造。
B5型列車每節車廂車門上方均設有LED走字屏幕以提供列車方向、網站及換乘資訊。后期增购的B9、B12型列车在车厢连接处增设了LCD显示屏（与18号线、22号线列车的类似），车门上方也采用了LCD动态地图。
| 內部型號 | 制造商               | 车辆编组              | 制造年代  | 车辆总数 |
| -------- | -------------------- | --------------------- | --------- | -------- |
| B5       | 中车株洲电力机车     | 6B（Tc+Mp+M+M+Mp+Tc） | 2015-2016 | 23列     |
| B9       | 中车青岛四方机车车辆 | 6B（Tc+Mp+M+M+Mp+Tc） | 2019-2021 | 13列     |
| B12      | 中车株洲电力机车     | 6B（Tc+Mp+M+M+Mp+Tc） | 2023-     | 19列     |

## 未来发展
由於7號線的規劃已告一段落，美的大道站沒有預留延伸的條件，燕山站至今仍未有继续延伸的规划。而换乘站則隨新路線開通而繼續增加。
另外，7号线二期的位於長洲至裕豐圍站之間的洪圣沙站因车站周边未完善导致不具备开通条件，故该站未能与7号线二期同步开通，启用时间仍然有待确定。